# Condado de Fuentidueña
El condado de Fuentidueña es un título nobiliario español creado a favor de Antonio de Luna y Enríquez de Almansa, capitán de las Guardas de Castilla y caballero de la Orden de Santiago, descendiente del condestable Álvaro de Luna. 
La denominación del título hace referencia a la villa segoviana de Fuentidueña.

## Condes de Fuentidueña
|                         | Titular                                                    | Periodo                 |                         |
| Creación por Felipe III | Creación por Felipe III                                    | Creación por Felipe III | Creación por Felipe III |
| ----------------------- | ---------------------------------------------------------- | ----------------------- | ----------------------- |
| I                       | Antonio de Luna y Enríquez de Almansa                      | 1602-1605               |                         |
| II                      | Ana de Luna y Enríquez                                     | 1605-1658               |                         |
| III                     | Cristóbal Portocarrero de Guzmán y Enríquez de Luna        | 1658-1704               |                         |
| IV                      | Cristóbal de Portocarrero y Funes de Villalpando           | 1704-1763               |                         |
| V                       | María Francisca de Sales de Portocarrero y López de Zúñiga | 1763-1808               |                         |
| VI                      | Eugenio de Palafox y Portocarrero                          | 1808-1834               |                         |
| VII                     | Cipriano de Palafox y Portocarrero                         | 1834-1839               |                         |
| VIII                    | María Francisca de Sales Palafox y Kirkpatrick             | 1839-1860               |                         |
| IX                      | Carlos María Fitz-James Stuart y Palafox                   | 1860-1901               |                         |
| X                       | Jacobo Fitz-James Stuart y Falcó                           | 1901-1953               |                         |
| XI                      | Cayetana Fitz-James Stuart y Silva                         | 1954-2014               |                         |
| XII                     | Carlos Fitz-James Stuart y Martínez de Irujo               | 2015-                   |                         |

## Historia de los Condes de Fuentidueña
- Antonio de Luna y Enríquez de Almansa (m. Valladolid, 1605), I conde de Fuentidueña[3] donde era el VIII señor, y cabalero de la Orden de Santiago. Era hijo de Álvaro de Luna y Gómez Sarmiento, VII señor de Fuentidueña y caballero de la orden de Santiago, y de Isabel Enríquez de Almansa, hija de Martín Enríquez de Almansa, señor del estado de Valderrábano, virrey de Nueva España y virrey del Perú, y de María Manrique de Castilla, hija de Juan Fernández Manrique de Lara, III marqués de Aguilar de Campoo y V conde de Castañeda,[4] y hermana, entre otros, de Francisco Enríquez de Almansa y Manrique, I marqués de Valderrábano.[5]

Casó, en primeras nupcias con Juana de Mendoza y Toledo, dama de la reina, hija de Álvaro de Mendoza y Alarcón, castellano de Castel Nuovo en Nápoles, caballero de la Orden de Calatrava, y de Ana de Toledo, de la casa de Villafranca. Contrajo un segundo matrimonio con Catalina de la Cerda y Latiloy. Le sucedió su hija del primer matrimonio:
- Ana de Luna Enríquez, también llamada Ana Martínez de Luna y Mendoza (Fuentidueña, 27 de octubre de 1595-1658), 'II condesa de Fuentidueña y II marquesa de Valderrábano.[3].[3][7]

Casó, hacia 1616, con su primo hermano, Cristóbal Portocarrero Osorio y Luna (n. Madrid, 16 de mayo de 1598), III conde de Montijo, grande de España. Sucedió su nieto, hijo de Cristóbal Portocarrero de Luna y Enríquez (1617-1641), III marqués de Valderrábano, y de Inés de Guzmán y Fernández de Córdoba (m. 1681), VII marquesa de la Algaba, IX marquesa de Ardales y X condesa de Teba, hija de Pedro Andrés Ramírez de Guzmán, III marqués de La Algaba.
- Cristóbal Portocarrero de Guzmán Luna y Enríquez (Montijo, 25 de noviembre de 1638-Madrid, 31 de octubre de 1704),[9] III conde de Fuentidueña,[12] IV marqués de Valderrábano, VIII marqués de la Algaba, IV conde de Montijo, grande de España,[8] XI conde de Teba, X marqués de Ardales y caballero de la Orden de Santiago.[12]

Casó en primeras nupcias con Úrsula de la Cerda y Leiva de quien tuvo tres hijas. Contrajo un segundo matrimonio con Victoria de Toledo y Benavides, padres de una hija que fue monja. Se casó en terceras nupcias en Madrid el 15 de marzo de 1690 con María Regalado Funes de Villalpando y Monroy (m. Madrid, 14 de mayo de 1738), VI marquesa de Osera, hija de José Antonio Ignacio Funes de Villalpando y Clemente (1623-1683), III marqués de Osera y de María Leonor de Aragón y Monroy, II marquesa de Castañeda, viuda de Diego Gómez de Sandoval y Rojas, V duque de Lerma.Le sucedió su hijo del tercer matrimonio.
- Cristóbal Gregorio Portocarrero y Funes de Villalpando (12 de junio de 1693-15 de junio de 1763),[9] IV conde de Fuentidueña,[12] V marqués de Valderrábano,[12] IX marqués de la Algaba, V conde de Montijo, grande de España,[8] V marqués de Osera, IV marqués de Castañeda, XIV marqués de Villanueva del Fresno y de Barcarrota y XXXI señor de Moguer.[12]

Casó, el 15 de abril de 1717, con su sobrina María Dominga de Guzmán y Fernández de Córdoba Portocarrero.(1693-1747). Sucedió su nieta, hija de Cristóbal Pedro Portocarrero y Guzmán (1728-1757) VI marqués de Valderrábano, y de  María Josefa Chaves-Chacón y Pacheco, también llamada María Josefa López de Zúñiga y Pacheco, hija de Antonio Chaves-Chacón Zúñiga y Avellaneda, XIII conde de Miranda del Castañar, IX duque de Peñaranda de Duero, dos veces grande de España, IX marqués de Valdunquillo, X marqués de Mirallo, VII conde de Casarrubios del Monte, IV conde de Santa Cruz de la Sierra, XIII vizconde de Palacios de la Valduerna, XIII marqués de La Bañeza y V vizconde de la Calzada, y de María Teresa Pacheco Téllez-Girón y Toledo.
- María Francisca de Sales de Portocarrero y López de Zúñiga (Madrid, 10 de junio de 1754-Logroño, 15 de abril de 1808), V condesa de Fuentidueña,[18] VII marquesa de Valderrábano,[18] X marquesa de la Algaba, VI condesa de Montijo, grande de España,[8] XVI condesa de Teba, VI marquesa de Osera, VI condesa de Ablitas y XVI señora de la baronía de Quinto.[18]

Casó, en primeras nupcias el 8 de noviembre de 1768, con Felipe Antonio de Palafox y Croy d'Havré (1739-1790). Contrajo un segundo matrimonio, alrededor de 1795, con Estanislao de Lugo y Molina (1753-1833) de quien no hubo descendencia. Le sucedió su hijo de su primer matrimonio.
- Eugenio Eulalio Palafox Portocarrero (12 de febrero de 1773-18 de julio de 1834), VI conde de Fuentidueña,[20] VIII marqués de Valderrábano,[21] XVI conde de Miranda del Castañar,[22] VII conde de Montijo,[8] XII duque de Peñaranda de Duero, X conde de Baños,[23] cuatro veces grande de España, XVII marqués de La Bañeza, XVI vizconde de Palacios de la Valduerna, XII marqués de Valdunquillo, XIII marqués de Mirallo, X conde de Casarrubios del Monte, VII conde de Santa Cruz de la Sierra, XVI marqués de Moya, XXX conde de San Esteban de Gormaz, XII marqués de la Algaba, VII marqués de Osera, VI marqués de Castañeda, XVII conde de Teba, XVI marqués de Ardales, VII conde de Ablitas y VIII vizconde de la Calzada.[21]

Casó en 1792 con María Ignacia Idiáquez y Carvajal. Sin descendencia, sucedió su hermano:

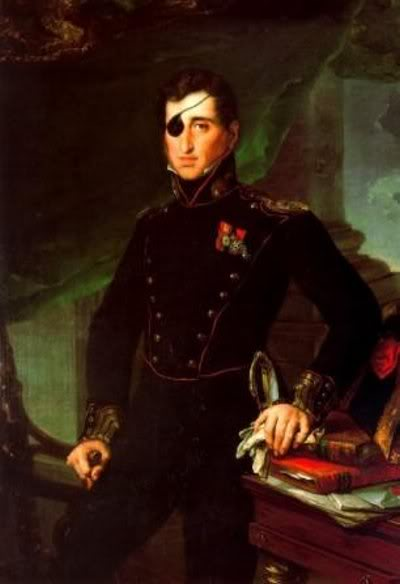
VII conde de Fuentidueña

- Cipriano Portocarrero y Palafox (m. 15 de marzo de 1839), VII conde de Fuentidueña,[24] IX marqués de Valderrábano,[24]  XVII conde de Miranda del Castañar, VIII conde de Montijo,[8] XIII duque de Peñaranda de Duero, XI conde de Baños,[25] cuatro veces grande de España, XVIII marqués de La Bañeza, XVII vizconde de Palacios de la Valduerna, XIII marqués de Valdunquillo, XIV marqués de Mirallo, XI conde de Casarrubios del Monte, VIII conde de Santa Cruz de la Sierra, IX vizconde de la Calzada, XVII marqués de Moya, XXI conde de San Esteban de Gormaz, XII marqués de la Algaba, VIII marqués de Osera, VII marqués de Castañeda,  VIII conde de Ablitas, X marqués de Fuente el Sol XVIII conde de Teba, XVII marqués de Ardales, X conde de Mora, prócer del reino y senador por Badajoz.[24]

Contrajo matrimonio el 15 de diciembre de 1817 con María Manuela Kirkpatrick y Grevignée (m. 1879). Sucedió su hija:
- María Francisca Portocarrero y Kirkpatrick, (Granada, 29 de enero de 1825-París, 16 de septiembre de 1860), VIII condesa de Fuentidueña,[24] X marquesa de Valderrábano,[24] XVIII condesa de Miranda del Castañar,[22] IX condesa de Montijo,[8] XIV duquesa de Peñaranda de Duero, tres veces grande de España, XI condesa de Mora, XIX marquesa de La Bañeza, XIV marquesa de Valdunquillo, XV marquesa de Mirallo, XIII marquesa de la Algaba, VIII marquesa de Castañeda, XII condesa de Casarrubios del Monte, XXII condesa de San Esteban de Gormaz, XVIII vizcondesa de Palacios de la Valduerna, X vizcondesa de la Calzada, XVI marquesa de Villanueva del Fresno y XVI marquesa de Barcarrota.[24]

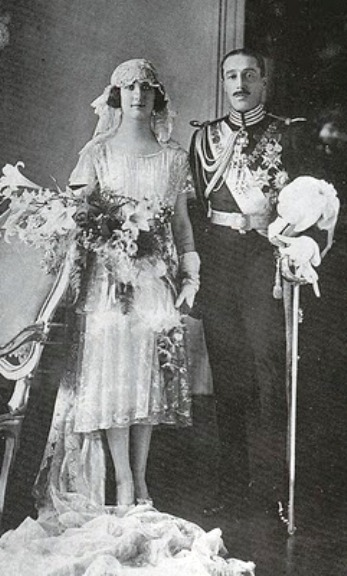
X conde de Fuentidueña

Casó el 14 de febrero de 1844 con Jacobo Fitz-James Stuart y Ventimiglia, XV duque de Alba. Sucedió su hijo:
- Carlos María Fitz-James Stuart Portocarrero y Palafox (Madrid, 4 de diciembre de 1849-Nueva York, 13 de octubre de 1901), IX conde de Fuentidueña,[26] XI marqués de Valderrábano,[26]  XIX conde de Miranda del Castañar,[22] XVI duque de Alba,[27], X conde de Montijo, XV duque de Peñaranda de Duero, IX conde de Fuentidueña, XVII marqués de Barcarrota, XIV marqués de la Algaba, XVII marqués de Villanueva del Fresno, XXIII conde de San Esteban de Gormaz, y XIII conde de Casarrubios del Monte,XVIII conde de Lerín, XVIII conde de Osorno, XX conde de Lemos, IX duque de Liria y Jérica, XIV conde de Monterrey, XV marqués del Carpio, etc., varias veces grande de España.

Casó, el 16 de diciembre de 1877, con María del Rosario Falcó y Osorio, XXI condesa de Siruela: Le sucedió su hijo:
- Jacobo Fitz-James Stuart y Falcó (Madrid, 17 de octubre de 1878-Lausana, 24 de septiembre de 1953), X conde de Fuentidueña,{{harvnp|Soler Salcedo|2020|p=77}  X marqués de Osera,[28] XIII conde de Baños,[25] XVII duque de Alba de Tormes,[25] XV marqués de Algaba,[28] II duque de Arjona,[29] etc.

Casado con María del Rosario de Silva y Guturbay (1900-1934). Le sucedió su hija:
- Cayetana Fitz-James Stuart y Silva (1926-2014), XI condesa de Fuentidueña,{{harvnp|Soler Salcedo|2020|p=77} XI marqués de Osera,[28] X marquesa de Castañeda, XIX baronesa de Quinto y XVIII duquesa de Alba de Tormes, etc.

Casada en primeras nupcias con Luis Martínez de Irujo y Artázcoz (1919-1972), en segundas con Jesús Aguirre y Ortiz de Zárate (1934-2001) y, en terceras nupcias, con Alfonso Díez Carabantes. Sucedió su hijo:
- Carlos Fitz-James Stuart y Martínez de Irujo (n. 1948), XII conde de Fuentidueña,[30] XII marqués de Osera,[30] XI marqués de Castañeda, XX barón de Quinto, XIX duque de Alba de Tormes, etc.

Casó con Matilde Solís y Martínez-Campos.

## Árbol genealógico
| \| Antonio de Luna y Enríquez de Almansa I conde de Fuentidueña (¿?-1605) \| \| \| \| \| \| \| \| \| \| \| \| \| \| \| \| \| \| \| \| \| \| \| \| \| \| \| \| \| \| \| \| \| \| \| \| \| \| \| \| \| \| \| \| \| \| \| \| \| \| \| \| \| \| \| \| \| \| \| \| \| \| \| \| \| \| \| \| \| \| \| \| \| \| Ana de Luna y Mendoza II condesa de Fuentidueña (1595-1658) \| \| \| \| \| \| \| \| \| \| \| \| \| \| \| \| \| \| \| \| \| \| \| \| \| \| \| \| \| \| \| \| \| \| \| \| \| \| \| \| \| \| \| \| \| \| \| \| \| \| \| \| \| \| \| \| \| \| \| \| \| \| \| \| \| \| \| \| \| \| \| \| \| \| Cristóbal Portocarrero y Enriquez de Luna III marqués de Valderrábano (1617-1641) \| \| \| \| \| \| \| \| \| \| \| \| \| \| \| \| \| \| \| \| \| \| \| \| \| \| \| \| \| \| \| \| \| \| \| \| \| \| \| \| \| \| \| \| \| \| \| \| \| \| \| \| \| \| \| \| \| \| \| \| \| \| \| \| \| \| \| \| \| \| \| \| \| \| Cristóbal Portocarrero de Guzmán y Enríquez de Luna III conde de Fuentidueña (1638-1704) \| \| \| \| \| \| \| \| \| \| \| \| \| \| \| \| \| \| \| \| \| \| \| \| \| \| \| \| \| \| \| \| \| \| \| \| \| \| \| \| \| \| \| \| \| \| \| \| \| \| \| \| \| \| \| \| \| \| \| \| \| \| \| \| \| \| \| \| \| \| \| \| \| \| Cristóbal Gregorio Portocarrero y Funes de Villalpando IV conde de Fuentidueña (1692-1763) \| \| \| \| \| \| \| \| \| \| \| \| \| \| \| \| \| \| \| \| \| \| \| \| \| \| \| \| \| \| \| \| \| \| \| \| \| \| \| \| \| \| \| \| \| \| \| \| \| \| \| \| \| \| \| \| \| \| \| \| \| \| \| \| \| \| \| \| \| \| \| \| \| \| Cristóbal Pedro Portocarrero Osorio y Fernández de Córdoba VI marqués de Valderrábano (1728-1757) \| \| \| \| \| \| \| \| \| \| \| \| \| \| \| \| \| \| \| \| \| \| \| \| \| \| \| \| \| \| \| \| \| \| \| \| \| \| \| \| \| \| \| \| \| \| \| \| \| \| \| \| \| \| \| \| \| \| \| \| \| \| \| \| \| \| \| \| \| \| \| \| \| \| María Francisca de Sales de Portocarrero y López de Zúñiga V condesa de Fuentidueña (1754-1808) \| \| \| \| \| \| \| \| \| \| \| \| \| \| \| \| \| \| \| \| \| \| \| \| \| \| \| \| \| \| \| \| \| \| \| \| \| \| \| \| \| \| \| \| \| \| \| \| \| \| \| \| \| \| \| \| \| \| \| \| \| \| \| \| \| \| \| \| \| \| \| \| \| \| \| \| \| \| \| \| \| \| \| \| \| \| \| \| \| \| \| \| \| \| \| \| \| \| \| \| \| \| \| \| \| \| \| \| \| \| \| Eugenio de Palafox y Portocarrero VI conde de Fuentidueña (1773-1834) \| Eugenio de Palafox y Portocarrero VI conde de Fuentidueña (1773-1834) \| Eugenio de Palafox y Portocarrero VI conde de Fuentidueña (1773-1834) \| Eugenio de Palafox y Portocarrero VI conde de Fuentidueña (1773-1834) \| Eugenio de Palafox y Portocarrero VI conde de Fuentidueña (1773-1834) \| Eugenio de Palafox y Portocarrero VI conde de Fuentidueña (1773-1834) \| \| \| Cipriano de Palafox y Portocarrero VII conde de Fuentidueña (1784-1839) \| Cipriano de Palafox y Portocarrero VII conde de Fuentidueña (1784-1839) \| Cipriano de Palafox y Portocarrero VII conde de Fuentidueña (1784-1839) \| Cipriano de Palafox y Portocarrero VII conde de Fuentidueña (1784-1839) \| Cipriano de Palafox y Portocarrero VII conde de Fuentidueña (1784-1839) \| Cipriano de Palafox y Portocarrero VII conde de Fuentidueña (1784-1839) \| \| \| \| \| \| \| \| \| \| \| \| \| \| \| \| \| \| \| \| \| \| \| \| Eugenio de Palafox y Portocarrero VI conde de Fuentidueña (1773-1834) \| Eugenio de Palafox y Portocarrero VI conde de Fuentidueña (1773-1834) \| Eugenio de Palafox y Portocarrero VI conde de Fuentidueña (1773-1834) \| Eugenio de Palafox y Portocarrero VI conde de Fuentidueña (1773-1834) \| Eugenio de Palafox y Portocarrero VI conde de Fuentidueña (1773-1834) \| Eugenio de Palafox y Portocarrero VI conde de Fuentidueña (1773-1834) \| \| \| Cipriano de Palafox y Portocarrero VII conde de Fuentidueña (1784-1839) \| Cipriano de Palafox y Portocarrero VII conde de Fuentidueña (1784-1839) \| Cipriano de Palafox y Portocarrero VII conde de Fuentidueña (1784-1839) \| Cipriano de Palafox y Portocarrero VII conde de Fuentidueña (1784-1839) \| Cipriano de Palafox y Portocarrero VII conde de Fuentidueña (1784-1839) \| Cipriano de Palafox y Portocarrero VII conde de Fuentidueña (1784-1839) \| \| \| \| \| \| \| \| \| \| \| \| \| \| \| \| \| \| \| \| \| \| \| \| \| \| \| \| \| \| \| \| María Francisca de Sales Palafox y Kirkpatrick VIII condesa de Fuentidueña (1825-1860) \| \| \| \| \| \| \| \| \| \| \| \| \| \| \| \| \| \| \| \| \| \| \| \| \| \| \| \| \| \| \| \| \| \| \| \| \| \| \| \| \| \| \| \| \| \| \| \| \| \| \| \| \| \| \| \| \| \| \| \| \| \| \| \| \| \| \| \| \| \| \| \| \| \| Carlos María Fitz-James Stuart y Palafox IX conde de Fuentidueña (1849-1901) \| \| \| \| \| \| \| \| \| \| \| \| \| \| \| \| \| \| \| \| \| \| \| \| \| \| \| \| \| \| \| \| \| \| \| \| \| \| \| \| \| \| \| \| \| \| \| \| \| \| \| \| \| \| \| \| \| \| \| \| \| \| \| \| \| \| \| \| \| \| \| \| \| \| Jacobo Fitz-James Stuart y Falcó X conde de Fuentidueña (1878-1953) \| \| \| \| \| \| \| \| \| \| \| \| \| \| \| \| \| \| \| \| \| \| \| \| \| \| \| \| \| \| \| \| \| \| \| \| \| \| \| \| \| \| \| \| \| \| \| \| \| \| \| \| \| \| \| \| \| \| \| \| \| \| \| \| \| \| \| \| \| \| \| \| \| \| Cayetana Fitz-James Stuart y Silva XI conde de Fuentidueña (1926-2014) \| \| \| \| \| \| \| \| \| \| \| \| \| \| \| \| \| \| \| \| \| \| \| \| \| \| \| \| \| \| \| \| \| \| \| \| \| \| \| \| \| \| \| \| \| \| \| \| \| \| \| \| \| \| \| \| \| \| \| \| \| \| \| \| \| \| \| \| \| \| \| \| \| \| Carlos Fitz-James Stuart y Martínez de Irujo XII conde de Fuentidueña (1948- ) \| \| \| \| \| \| \| \| \| \| \| \| \| \| \| \| \| \| \| \| \| \| \| \| \| \| \| \| |                                                                       |                                                                       |                                                                       |                                                                       |                                                                       |  |  |                                                                                        |                                                                         |                                                                         |                                                                         |                                                                         |                                                                         |  |  |  |  |  |  |  |  |  |  |  |  |  |  |  |  |  |  |  |  |  |  |
| Antonio de Luna y Enríquez de Almansa I conde de Fuentidueña (¿?-1605) |                                                                       |                                                                       |                                                                       |                                                                       |                                                                       |  |  |                                                                                        |                                                                         |                                                                         |                                                                         |                                                                         |                                                                         |  |  |  |  |  |  |  |  |  |  |  |  |  |  |  |  |  |  |  |  |  |  |
| |                                                                       |                                                                       |                                                                       |                                                                       |                                                                       |  |  |                                                                                        |                                                                         |                                                                         |                                                                         |                                                                         |                                                                         |  |  |  |  |  |  |  |  |  |  |  |  |  |  |  |  |  |  |  |  |  |  |
| Ana de Luna y Mendoza II condesa de Fuentidueña (1595-1658) |                                                                       |                                                                       |                                                                       |                                                                       |                                                                       |  |  |                                                                                        |                                                                         |                                                                         |                                                                         |                                                                         |                                                                         |  |  |  |  |  |  |  |  |  |  |  |  |  |  |  |  |  |  |  |  |  |  |
| |                                                                       |                                                                       |                                                                       |                                                                       |                                                                       |  |  |                                                                                        |                                                                         |                                                                         |                                                                         |                                                                         |                                                                         |  |  |  |  |  |  |  |  |  |  |  |  |  |  |  |  |  |  |  |  |  |  |
| Cristóbal Portocarrero y Enriquez de Luna III marqués de Valderrábano (1617-1641) |                                                                       |                                                                       |                                                                       |                                                                       |                                                                       |  |  |                                                                                        |                                                                         |                                                                         |                                                                         |                                                                         |                                                                         |  |  |  |  |  |  |  |  |  |  |  |  |  |  |  |  |  |  |  |  |  |  |
| |                                                                       |                                                                       |                                                                       |                                                                       |                                                                       |  |  |                                                                                        |                                                                         |                                                                         |                                                                         |                                                                         |                                                                         |  |  |  |  |  |  |  |  |  |  |  |  |  |  |  |  |  |  |  |  |  |  |
| Cristóbal Portocarrero de Guzmán y Enríquez de Luna III conde de Fuentidueña (1638-1704) |                                                                       |                                                                       |                                                                       |                                                                       |                                                                       |  |  |                                                                                        |                                                                         |                                                                         |                                                                         |                                                                         |                                                                         |  |  |  |  |  |  |  |  |  |  |  |  |  |  |  |  |  |  |  |  |  |  |
| |                                                                       |                                                                       |                                                                       |                                                                       |                                                                       |  |  |                                                                                        |                                                                         |                                                                         |                                                                         |                                                                         |                                                                         |  |  |  |  |  |  |  |  |  |  |  |  |  |  |  |  |  |  |  |  |  |  |
| Cristóbal Gregorio Portocarrero y Funes de Villalpando IV conde de Fuentidueña (1692-1763) |                                                                       |                                                                       |                                                                       |                                                                       |                                                                       |  |  |                                                                                        |                                                                         |                                                                         |                                                                         |                                                                         |                                                                         |  |  |  |  |  |  |  |  |  |  |  |  |  |  |  |  |  |  |  |  |  |  |
| |                                                                       |                                                                       |                                                                       |                                                                       |                                                                       |  |  |                                                                                        |                                                                         |                                                                         |                                                                         |                                                                         |                                                                         |  |  |  |  |  |  |  |  |  |  |  |  |  |  |  |  |  |  |  |  |  |  |
| Cristóbal Pedro Portocarrero Osorio y Fernández de Córdoba VI marqués de Valderrábano (1728-1757) |                                                                       |                                                                       |                                                                       |                                                                       |                                                                       |  |  |                                                                                        |                                                                         |                                                                         |                                                                         |                                                                         |                                                                         |  |  |  |  |  |  |  |  |  |  |  |  |  |  |  |  |  |  |  |  |  |  |
| |                                                                       |                                                                       |                                                                       |                                                                       |                                                                       |  |  |                                                                                        |                                                                         |                                                                         |                                                                         |                                                                         |                                                                         |  |  |  |  |  |  |  |  |  |  |  |  |  |  |  |  |  |  |  |  |  |  |
| María Francisca de Sales de Portocarrero y López de Zúñiga V condesa de Fuentidueña (1754-1808) |                                                                       |                                                                       |                                                                       |                                                                       |                                                                       |  |  |                                                                                        |                                                                         |                                                                         |                                                                         |                                                                         |                                                                         |  |  |  |  |  |  |  |  |  |  |  |  |  |  |  |  |  |  |  |  |  |  |
| |                                                                       |                                                                       |                                                                       |                                                                       |                                                                       |  |  |                                                                                        |                                                                         |                                                                         |                                                                         |                                                                         |                                                                         |  |  |  |  |  |  |  |  |  |  |  |  |  |  |  |  |  |  |  |  |  |  |
| |                                                                       |                                                                       |                                                                       |                                                                       |                                                                       |  |  |                                                                                        |                                                                         |                                                                         |                                                                         |                                                                         |                                                                         |  |  |  |  |  |  |  |  |  |  |  |  |  |  |  |  |  |  |  |  |  |  |
| Eugenio de Palafox y Portocarrero VI conde de Fuentidueña (1773-1834) | Eugenio de Palafox y Portocarrero VI conde de Fuentidueña (1773-1834) | Eugenio de Palafox y Portocarrero VI conde de Fuentidueña (1773-1834) | Eugenio de Palafox y Portocarrero VI conde de Fuentidueña (1773-1834) | Eugenio de Palafox y Portocarrero VI conde de Fuentidueña (1773-1834) | Eugenio de Palafox y Portocarrero VI conde de Fuentidueña (1773-1834) |  |  | Cipriano de Palafox y Portocarrero VII conde de Fuentidueña (1784-1839)                | Cipriano de Palafox y Portocarrero VII conde de Fuentidueña (1784-1839) | Cipriano de Palafox y Portocarrero VII conde de Fuentidueña (1784-1839) | Cipriano de Palafox y Portocarrero VII conde de Fuentidueña (1784-1839) | Cipriano de Palafox y Portocarrero VII conde de Fuentidueña (1784-1839) | Cipriano de Palafox y Portocarrero VII conde de Fuentidueña (1784-1839) |  |  |  |  |  |  |  |  |  |  |  |  |  |  |  |  |  |  |  |  |  |  |
| Eugenio de Palafox y Portocarrero VI conde de Fuentidueña (1773-1834) | Eugenio de Palafox y Portocarrero VI conde de Fuentidueña (1773-1834) | Eugenio de Palafox y Portocarrero VI conde de Fuentidueña (1773-1834) | Eugenio de Palafox y Portocarrero VI conde de Fuentidueña (1773-1834) | Eugenio de Palafox y Portocarrero VI conde de Fuentidueña (1773-1834) | Eugenio de Palafox y Portocarrero VI conde de Fuentidueña (1773-1834) |  |  | Cipriano de Palafox y Portocarrero VII conde de Fuentidueña (1784-1839)                | Cipriano de Palafox y Portocarrero VII conde de Fuentidueña (1784-1839) | Cipriano de Palafox y Portocarrero VII conde de Fuentidueña (1784-1839) | Cipriano de Palafox y Portocarrero VII conde de Fuentidueña (1784-1839) | Cipriano de Palafox y Portocarrero VII conde de Fuentidueña (1784-1839) | Cipriano de Palafox y Portocarrero VII conde de Fuentidueña (1784-1839) |  |  |  |  |  |  |  |  |  |  |  |  |  |  |  |  |  |  |  |  |  |  |
| |                                                                       |                                                                       |                                                                       |                                                                       |                                                                       |  |  | María Francisca de Sales Palafox y Kirkpatrick VIII condesa de Fuentidueña (1825-1860) |                                                                         |                                                                         |                                                                         |                                                                         |                                                                         |  |  |  |  |  |  |  |  |  |  |  |  |  |  |  |  |  |  |  |  |  |  |
| |                                                                       |                                                                       |                                                                       |                                                                       |                                                                       |  |  |                                                                                        |                                                                         |                                                                         |                                                                         |                                                                         |                                                                         |  |  |  |  |  |  |  |  |  |  |  |  |  |  |  |  |  |  |  |  |  |  |
| |                                                                       |                                                                       |                                                                       |                                                                       |                                                                       |  |  | Carlos María Fitz-James Stuart y Palafox IX conde de Fuentidueña (1849-1901)           |                                                                         |                                                                         |                                                                         |                                                                         |                                                                         |  |  |  |  |  |  |  |  |  |  |  |  |  |  |  |  |  |  |  |  |  |  |
| |                                                                       |                                                                       |                                                                       |                                                                       |                                                                       |  |  |                                                                                        |                                                                         |                                                                         |                                                                         |                                                                         |                                                                         |  |  |  |  |  |  |  |  |  |  |  |  |  |  |  |  |  |  |  |  |  |  |
| |                                                                       |                                                                       |                                                                       |                                                                       |                                                                       |  |  | Jacobo Fitz-James Stuart y Falcó X conde de Fuentidueña (1878-1953)                    |                                                                         |                                                                         |                                                                         |                                                                         |                                                                         |  |  |  |  |  |  |  |  |  |  |  |  |  |  |  |  |  |  |  |  |  |  |
| |                                                                       |                                                                       |                                                                       |                                                                       |                                                                       |  |  |                                                                                        |                                                                         |                                                                         |                                                                         |                                                                         |                                                                         |  |  |  |  |  |  |  |  |  |  |  |  |  |  |  |  |  |  |  |  |  |  |
| |                                                                       |                                                                       |                                                                       |                                                                       |                                                                       |  |  | Cayetana Fitz-James Stuart y Silva XI conde de Fuentidueña (1926-2014)                 |                                                                         |                                                                         |                                                                         |                                                                         |                                                                         |  |  |  |  |  |  |  |  |  |  |  |  |  |  |  |  |  |  |  |  |  |  |
| |                                                                       |                                                                       |                                                                       |                                                                       |                                                                       |  |  |                                                                                        |                                                                         |                                                                         |                                                                         |                                                                         |                                                                         |  |  |  |  |  |  |  |  |  |  |  |  |  |  |  |  |  |  |  |  |  |  |
| |                                                                       |                                                                       |                                                                       |                                                                       |                                                                       |  |  | Carlos Fitz-James Stuart y Martínez de Irujo XII conde de Fuentidueña (1948- )         |                                                                         |                                                                         |                                                                         |                                                                         |                                                                         |  |  |  |  |  |  |  |  |  |  |  |  |  |  |  |  |  |  |  |  |  |  |